# Sleep-Modus
Als Sleep-Modus (englisch sleep: „Schlaf“) bezeichnet man einen stromsparenden Bereitschaftszustand (Ruhezustand) bei einem Mikroprozessor, in den dieser durch einen speziellen Maschinenbefehl (zum Beispiel mit Mnemonik SLEEP oder HALT) versetzt wird. Beispielsweise kann das betreffende Gerät so aufgrund der sich ergebenden Stromeinsparung länger mit einer Batterie- oder Akku-Ladung betrieben werden.
Der Vorteil des Sleep-Modus gegenüber dem Abschalten und Wiedereinschalten eines Gerätes liegt darin, dass der Prozessor genau an der Stelle weitermachen kann, wo das Programm unterbrochen wurde. Da auch die Speicherbausteine während des Sleep-Modus mit Spannung versorgt bleiben müssen, verwendet man entweder statische CMOS-Speicher oder benutzt ausschließlich den internen RAM des Prozessors.
Im Sleep-Modus führt der Prozessor kein Programm aus, sondern wartet auf ein Signal von außen, zum Beispiel einen Interrupt von einem Tastendruck, um weiterzuarbeiten. In der Regel gibt es verschiedene Stufen des Sleep-Modus mit unterschiedlichem Reststromverbrauch. Im einfachsten Fall wird nur das Programm gestoppt und die Peripherie abgeschaltet, jedoch nicht der Oszillator. Dadurch kann bei Beenden des Sleep-Modus sehr schnell weitergearbeitet werden, der Oszillator verbraucht jedoch in der Ruhephase weiter Strom. Wird auch der Oszillator abgeschaltet, kann der Stromverbrauch vor allem bei CMOS-Bausteinen auf extrem kleine Werte reduziert werden, was zum Beispiel bei Infrarot-Fernbedienungen oder Taschenrechnern mit monatelangem Batteriebetrieb ausgenutzt wird. Bei diesen Anwendungen ist es unerheblich, dass der Oszillator zuerst einige Millisekunden anschwingen muss, bevor das Programm wieder anläuft.
Man kann vor dem Ausführen des Sleep-Befehls meistens bestimmen, welche Interrupts den Zustand beenden sollen. Sind alle Interrupts gesperrt, kann der Prozessor nur durch einen Hardware-Reset neu gestartet werden.
Einen noch geringeren Stromverbrauch als im Sleep-Modus des Prozessors erzielt man mit einer externen Beschaltung durch die Abtrennung der Batteriespannung mit Hilfe von FET-Schaltern und einer geeigneten Schaltung zum Hochfahren des Prozessors.
Bei portablen PCs wird, wenn in den Bereitschaftsmodus geschaltet wird, der Sleep-Modus des x86-Prozessors verwendet, im stromlosen sogenannten Ruhezustand dagegen die Stromzufuhr komplett abgetrennt.